# Mathias Coureur
Mathias Coureur (ur. 22 marca 1988 w Fort-de-France) – martynikański piłkarz występujący na pozycji pomocnika.

## Kariera klubowa
Coureur grał jako junior we francuskich zespołach Sucy FC oraz Le Havre AC. Następnie występował w rezerwach US Créteil-Lusitanos (VI liga) oraz Le Havre AC (V liga). W połowie 2007 roku dołączył do trzecioligowego AS Beauvais Oise, jednak w styczniu 2008 odszedł do czwartoligowych rezerw FC Nantes. Sezon 2008/2009 spędził na wypożyczeniu w trzecioligowym FC Gueugnon, po czym wrócił do Nantes, grającego już w piątej lidze.
W latach 2010–2011 był zawodnikiem martynikańskiego klubu Golden Lion FC, a od 2011 do 2014 grał w trzeciej lidze hiszpańskiej, w drużynach Orihuela CF, CD Atlético Baleares oraz Huracán Valencia CF (z przerwą na ponowne występy w Golden Lion FC). W 2014 roku przeszedł do bułgarskiego Czerno More Warna. W A PFG zadebiutował 26 lipca 2014 w zremisowanym 0:0 meczu z Łudogorcem Razgrad. W sezonie 2014/2015 zdobył z klubem Puchar Bułgarii, a następnie Superpuchar Bułgarii.
W połowie 2016 roku odszedł do gruzińskiego Dinamo Tbilisi, jednak we wrześniu tego samego roku wrócił do Bułgarii, gdzie został graczem pierwszoligowego Łokomotiwu Gorna Orjachowica. Z kolei w styczniu 2017 przeszedł do kazachskiego Kajsaru Kyzyłorda, którego barwy reprezentował przez dwa sezony w rozgrywkach Priemjer Ligasy. W 2019 roku był zawodnikiem południowokoreańskiego klubu Seongnam FC.

## Statystyki
Stan na 1 stycznia 2020
| Rozgrywki            | Poziom | Kraj             | Mecze | Bramki |
| -------------------- | ------ | ---------------- | ----- | ------ |
| A PFG                | I      | Bułgaria         | 66    | 19     |
| Priemjer Ligasy      | I      | Kazachstan       | 59    | 13     |
| K League 1           | I      | Korea Południowa | 21    | 2      |
| Erownuli Liga        | I      | Gruzja           | 2     | 0      |
| Segunda División B   | III    | Hiszpania        | 78    | 10     |
| Championnat National | III    | Francja          | 30    | 7      |
| CFA                  | IV     | Francja          | 16    | 1      |

## Kariera reprezentacyjna
W 2013 roku Coureur został powołany do reprezentacji Martyniki na Złoty Puchar CONCACAF. Zagrał na nich w meczach z Kanadą (1:0) i Panamą (0:1), a Martynika odpadła z turnieju po fazie grupowej.